# LulzSec
LulzSec (англ. Lulz Security, інша назва — The Lulz Boat) — хакерська група, успішні атаки якої були здійснені на мережі компаній, які вважалися найбільш захищеними: Sony (у 2011 році було розкрито 77 млн облікових записів користувачів), Nintendo, кількох американських телекомпаній, включаючи Fox і PBS, а також сайт американського сенату.
Членами групи були опубліковані викрадені документи телекомунікаційного гіганта AT&T.
6 березня 2012 року деякі з учасників групи, у тому числі передбачуваний керівник — Гектор Ксавьє Монсегюр (Hector Xavier Monsegur), відомий також під мережевим ім'ям Sabu були затримані.

## Історія
В одному з інтерв'ю член групи LulzSec (хакер по кличці «Вир», називаючи себе «капітаном судна Lulz») сказав, що спочатку група робила хакерські атаки «заради сміху», чим і пояснюється її назва — «Lulz» (похідна від LOL), але пізніше група переорієнтувалася на «політично мотивовані [...] хакерські атаки».
Особи учасників LulzSec довгий час залишалися невідомими, однак, за уривчастою інформацією, в неї входили 6 осіб. Як пізніше з'ясувалося, основним складом команди були два людини під псевдонімами AnonymouSabu (він же Sabu) і Kayla; крім них в діях LulzSec брали діяльну участь ще четверо за ніками Tflow, Topiary, Pwnsauce і Avunit.
У травні 2011 року LulzSec атакувала сайти сенату США, ЦРУ США і британського Агентства по розкриттю тяжких злочинів і боротьбі з організованою злочинністю (SOCA).

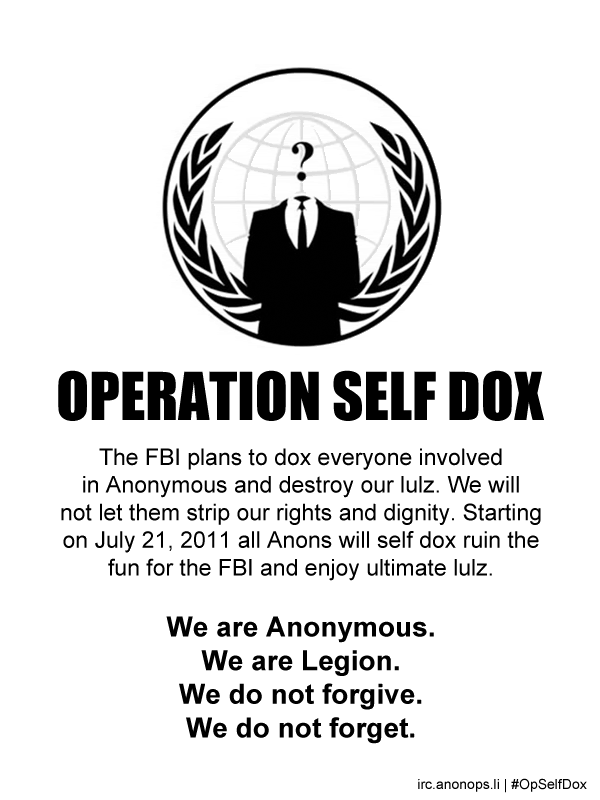

31 травня 2011 року заявила, що має намір найближчим часом зайнятися зломом систем Sony. Тижнем раніше ця група вже зламала японський сайт Sony BMG.
В кінці червня 2011 року членами LulzSec був зламаний сервер поліції американського штату Аризона і оприлюднена інформація близько 700 викрадених з нього конфіденційних документів. Свої дії хакери пояснили центральною роллю даного відомства у виконанні викликав неоднозначну реакцію закону штату про боротьбу з нелегальною імміграцією.
24 червня 2011 року один з учасників LulzSec в інтерв'ю інформаційному агентству Ассошіейтед прес заявив, що у віданні у групи залишаються щонайменше 5 гігабайт інформації, що належить уряду та правоохоронним органам» всіх розвинених країн світу, яку LulzSec збираються опублікувати в найближчі три тижні. Однак 25 червня на сайті Twitter з'явилося повідомлення, що «якщо президент Обама свою наступну промову виголосить з черевиком на голові, ми обіцяємо припинити свої атаки за всіма напрямами раз і назавжди».
21 червня 2011 року представники хакерської групи Anonymous заявив про можливе об'єднання з групою LulzSec.
У зв'язку з арештом 21 червня 2011 року за підозрою в причетності до діяльності групи 19-річного британського підлітка Райана Клірі (англ. Ryan Cleary), а також через побоювання переслідувань членів групи з боку поліції, учасники групи LulzSec на сайті мікроблогів Twitter в ніч на 26 червня 2011 року оголосили про саморозпуск: «Наш 50-денний круїз підійшов до кінця, і зараз нам належить відплисти вдалину, залишаючи за собою, як ми сподіваємося, натхнення, страх, ворожість, несхвалення, глузування, незручність, увагу, заздрість, ненависть, навіть любов. Ми сподіваємося, крім усього іншого, що ми хоч якимось нікчемним чином на когось вплинули». На Twitter за їх діяльністю стежили близько 300 тисяч передплатників.
Через торрент-сайт Pirate Bay LulzSec закликали своїх прихильників не здаватися: «Ми сподіваємося, просимо, навіть благаємо, щоб наш рух переросло у революцію, яка б тривала і після нас. Будь ласка, не зупиняйтеся. Разом, об'єднавшись, ми можемо придушити наших спільних ворогів, набрати сили і вдихнути свободи, якої ми заслуговуємо».

## Арешт
6 березня 2012 року правоохоронні органи декількох країн затримали трьох провідних учасників групи, і пред'явили заочне звинувачення ще двом. Серед обвинувачених були двоє жителів Лондона: Райн Екройд, ака «Kayla» і Джейк Девіс, ака «Topiary»; Даррен Мартін, ака «pwnsauce» і Доннча О Кіррхейл, ака «palladium» з Ірландії, а також Джеремі Хаммонд ака «Anarchaos» — з Чикаго.
За повідомленням агентства новин FoxNews, головою Lulz Security був 28-річний житель Нью-Йорка, хтось на ім'я Гектор Ксавьє Монсегюр (Hector Xavier Monsegur), відомий також під мережевим ім'ям Sabu (або AnonymouSabu). Він був завербований ФБР в червні 2011 року, і сприяв владі у виявленні інших учасників групи LulzSec.

## Висновки
Ряд західних фахівців з комп'ютерної безпеки звернули увагу на групу LulzSec як на одне з найбільш ефективних недержавних хакерських об'єднань. Незважаючи на те, що технічна складність дій LulzSec була посередньою, зазначається, що всі їх вилазки справили величезний вплив на суспільство. Такий результат пов'язують з професійними і особистісними здібностями неформального лідера угруповання AnonymouSabu, які допомогли йому перетворити своїх розрізнених сподвижників в єдину і ефективно працюючу команду. За висновками аналітиків, його персона є живим доказом виняткової важливості лідерських якостей у хакерському середовищі. Саме поєднання харизми, технічних і соціальних навичок керівника є чинником, здатним витягнути всю команду на висоти популярності й успіху.